# Mark Addy

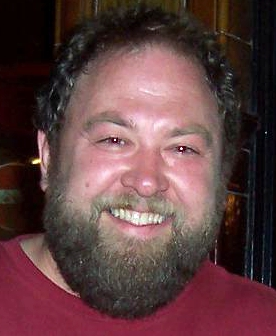
Mark Addy (2006)

Mark Addy (* 14. Januar 1964 in York, England) ist ein britischer Schauspieler.

## Biografie
Mark Addy wurde im Yorker Stadtteil Tang Hall geboren und wuchs auch in seiner Geburtsstadt auf. Sein Vater Ian war beruflich Glaser im York Minster. Sein schauspielerisches Talent wurde am York Theatre Royal entdeckt, wo er ab seinem sechzehnten Lebensjahr als Bühnenarbeiter tätig war. Daraufhin besuchte er die Royal Academy of Dramatic Art, um Schauspieler zu werden. Im Anschluss daran trat er in verschiedenen Theaterproduktionen auf, unter anderem am Hull Truck Theater und am Royal National Theatre.
1992 hatte Addy in der dreiteiligen Episode Die Reise nach England der amerikanischen Sitcom Eine schrecklich nette Familie eine kleine Nebenrolle als einer der Bewohner von Unter Uncton. Nachdem sich sein erster Kinofilm Ganz oder gar nicht zu einem kommerziellen Erfolg entwickelt hatte, spielte er weitere Nebenrollen in erfolgreichen englischen und amerikanischen Kinofilmen. In dem Film Die Flintstones in Viva Rock Vegas verkörperte er Fred Feuerstein und sang den Titel This Isn’t Love, der auch auf dem Soundtrack veröffentlicht wurde.
Von 2002 bis 2006 spielte er in der amerikanischen Sitcom Still Standing des Fernsehsenders CBS neben Jami Gertz die männliche Hauptrolle. 2010 spielte er in dem Historienepos Robin Hood von Ridley Scott die Rolle des Mönchs Bruder Tuck. 2011 war Addy in der HBO-Fantasy-Fernsehserie Game of Thrones in der Rolle des Robert Baratheon zu sehen. Für seine Darstellung wurde er gemeinsam mit dem Ensemble der Serie für den Screen Actors Guild Award 2012 nominiert.
Addy ist verheiratet und hat drei Kinder, eine Tochter und zwei Söhne.

## Filmografie (Auswahl)
- 1988: A Very Peculiar Practice
- 1992: Eine schrecklich nette Familie (Married… with Children, Fernsehserie, 3 Episoden)
- 1995: Band of Gold
- 1995: Ghostbusters of Each Finley
- 1996: Inspektor Fowler – Härter als die Polizei erlaubt (The Thin Blue Line, Fernsehserie, 7 Episoden)
- 1997: The Heart Surgeon
- 1997: Sunnyside Farm
- 1997: Ganz oder gar nicht (The Full Monty)
- 1998: Married 2 Malcolm
- 1998: Jack Frost
- 1999: The Last Yellow
- 2000: The Announcement
- 2000: Die Flintstones in Viva Rock Vegas (The Flintstones in Viva Rock Vegas)
- 2001: Einmal Himmel und zurück (Down to Earth)
- 2001: Ritter aus Leidenschaft (A Knight’s Tale)
- 2002: The Time Machine
- 2002–2006: Still Standing (Fernsehserie, 88 Episoden)
- 2003: Sin Eater – Die Seele des Bösen (The Order)
- 2004: In 80 Tagen um die Welt (Around the World in 80 Days)
- 2009: Yorkshire Killer (Red Riding)
- 2010: Barney’s Version
- 2010: Robin Hood
- 2011: Game of Thrones (Fernsehserie, 7 Episoden)
- 2013–2015: Atlantis (Fernsehserie, 25 Episoden)
- 2016: New Blood – Tod in London (New Blood, Fernsehserie, 7 Episoden)
- 2016: Jericho (Fernsehserie)
- 2018: Doctor Who (Fernsehserie, Episode 11x10)
- 2018: Mary Poppins’ Rückkehr (Mary Poppins Returns, Stimme)
- 2019: Downton Abbey
- 2019: Vera – Ein ganz spezieller Fall (Vera, Fernsehserie, Episode 9x02)
- 2020: White House Farm Murders (White House Farm, Miniserie, 6 Episoden)
- 2022: The Lost King
- 2023–2025: The Rig – Angriff aus der Tiefe (The Rig, Fernsehserie)
- 2023: Ganz oder gar nicht: Die Serie (The Full Monty, Fernsehserie)
- 2024: Dune: Prophecy (Fernsehserie)